# Giulio Cesare Casseri
Giulio Cesare Casseri, latinisiert Iulius Casserius, nach seiner Geburtsstadt auch Placentinus genannt (* 1552 in Piacenza; † 8. März 1616 in Padua), war ein italienischer Anatom.

## Leben

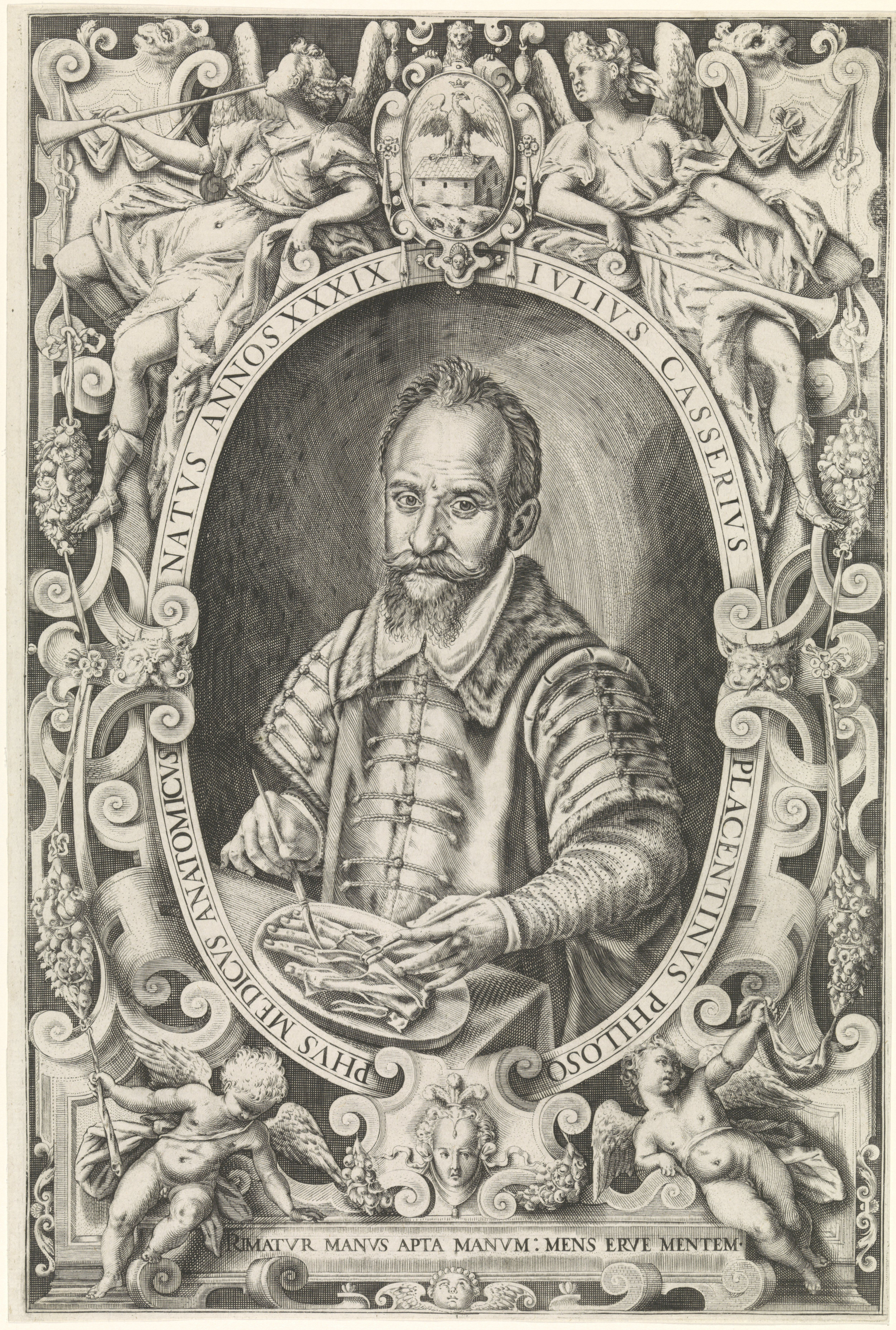
Porträt von Giulio Cesare Casseri aus De Vocis Auditusque organis

Casseri wurde als Sohn sehr armer Eltern in Piacenca geboren. Sein genaues Geburtsdatum ist unbekannt. In seinem Werk De Vocis Auditusque Organis, publiziert 1600 oder 1601, gibt es einen Kupferstich von ihm mit einer Altersangabe von 39 Jahren, daraus (und aus Angaben in seinem Testament) wurde auf ein Geburtsjahr rückgerechnet. Vermutlich als Diener eines Studenten wechselte er als junger Mann nach Padua. Die Universität Padua ist eine der ältesten Universitäten Europas und gilt im 16. Jahrhundert als das führende europäische Zentrum der Medizin. In der Stadt wechselte er, immer noch als Diener, in den Haushalt von Girolamo Fabrizio (1552–1616, Name als Autor latinisiert zu Hieronymus Fabricius ab Aquapendente), einem der führenden Anatomen seiner Zeit. Dort gehörte es zunächst zu seinen Aufgaben, Leichname für die Sektion vorzubereiten. Fabrizio erkannte das besondere Talent Casseris und begann, diesen zu fördern. Casseri studierte in seiner freien Zeit bei Fabrizio die Anatomie. Er brachte sich selbst Latein und Griechisch bei, um die damals nur in diesen Sprachen verfassten wissenschaftlichen Werke selbst lesen zu können. Nach der Angabe im Illustrium virorum elogia iconibus exornata des Giacomo Filuppo Tommasini (veröffentlicht 1630) wurde er vom Diener zunächst zum Hörer (Studenten), dann zum Assistenten und brillanten Schüler. Als weiteren Lehrer und Mentor gewann er den Arzt Girolamo Mercuriale, 1569 bis 1587 Inhaber des Lehrstuhls für klinische Medizin an der Universität Padua. Zu einem unbekannten Zeitpunkt, vermutlich 1580, erwarb er schließlich einen Abschluss in den Fächern Medizin und Philosophie (die Universitätsakten der Jahre 1580 bis 1587 sind verlorengegangen). Anschließend arbeitete er weiter als Präparator für Fabrizio, begann aber daneben, eigene Vorlesungen in Anatomie an der Universität zu halten und betrieb eine erfolgreiche Praxis als Mediziner und Chirurg. 1584 folgte er Fabrizio auf dessen Position in der Prüfungskommission für Chirurgen.
In den folgenden Jahren kam es zu einer, zunehmend persönlich gefärbten, Rivalität zwischen Casseri und dessen altem Lehrer und Mentor Fabrizio. Angeblich habe dieser ihm seine zunehmende Popularität unter den Studenten übelgenommen. Fabrizio wandte sich an die Universitätsleitung, die Casseri die, bis dahin geduldeten und unter Universitätslehrern eigentlich üblichen, privaten Lehrveranstaltungen verbot. Beide veröffentlichten, fast gleichzeitig, Werke zu nahezu identischen Themen (Cassini De Vocis Auditusque Organis Historia Anatomica, Fabrizio De Visione Vocis Auditus), ohne den Rivalen und dessen Werk auch nur zu erwähnen. Parallel arbeiteten beide an einem Anatonieatlas des gesamten menschlichen Körpers, beide in der Hoffnung, erster zu sein und so das Werk des Rivalen zu entwerten (beide Werke wurden allerdings zu Lebzeiten ihrer Autoren nicht vollendet). Fabrizio erlangte den prestigeträchtigen Titel eines Professors für Anatomie und Chirurgie an der Universität, Cassini den, weniger angesehenen eines Lehrers dort.  1602 unterzeichneten aber beide nebeneinander die Dissertationsurkunde des später weltberühmten William Harvey. Zu Casseris Schülern zählt etwa auch der Däne Caspar Bartholin der Ältere.
Als Fabrizio 1604 wegen Krankheit verhindert war, übernahm Casseri dessen Anatomiekurs, gab aber seine Lehrveranstaltungen lieber privat, statt die vom Rivalen eingerichteten Räume zu nutzen (Anatomievorlesungen waren damals, oft vor großem Publikum abgehaltene, öffentliche Sektionen in einem Theatrum Anatomicum genannten, bühnenartigen Raum). Nach der Genesung Fabrizios führte er diese einfach fort, so dass nun zwei konkurrierende Lehrveranstaltungen zum selben Thema an der Universität bestanden (angeblich sei Casseris bei den Studenten beliebter und besser besucht gewesen). Schließlich sah sich die Leitung zum Einschreiten genötigt. Die Vorlesungen für Anatomie wurden getrennt von denjenigen für Chirurgie und letztere offiziell auf Casseri übertragen. Casseri war europaweit angesehen, er lehnte Rufe der Universitäten von Parma und von Turin, jeweils auf den Lehrstuhl für Anatomie, ab und erlangte schließlich nach dem Ausscheiden von Fabrizio doch noch de facto den Lehrstuhl für Anatomie in Padua (Fabrizio hatte vergebens versucht, ihn stattdessen an Giulio Cesare Sala zu vergeben). Da damals Lehrstühle auf Lebenszeit vergeben wurden, war allerdings formal Fabrizio offiziell weiter der Inhaber. Casseri wurde als Ritter in den Ritterorden von San Marco, die höchste Auszeichnung der Republik Venedig, aufgenommen.
Auf dem Höhepunkt seiner Karriere und seiner Beliebtheit erkrankte Casseri an einem Fieber und starb am 8. März 1616. Er wurde in der Kirche der Eremitani in Padua beigesetzt. Sein Mentor und späterer Rivale Fabrizio überlebte ihn um drei Jahre. Beider Nachfolger im wieder vereinigten Lehrstuhl wurde der Niederländer Adriaan van de Spiegel.
Nach dem Urteil des Medizinhistorikers Francis Joseph Cole (1872–1959) zeichnet sich das Werk von Casseri durch anatomische Genauigkeit und künstlerische Ausführung der Zeichnungen aus und setzte Maßstäbe, was die detaillierte Genauigkeit der anatomischen Beschreibung angeht, Casseri sei aber in seinem Werk eher Handwerker als großer theoretischer Denker geblieben.

## Werke
Casseri ist bis heute anerkannt als Autor dreier Werke:
- De vocis auditusque organis Historia anatomica (Ferrara, 1600/1601, zweite Auflage Venedig 1607). Das Werk enthält zwei Abhandlungen, De Larynge vocis organo (über den menschlichen Kehlkopf) und De Aure auditionis organo (über das Ohr), nach Ansicht vieler Medizinhistoriker die damals beste Arbeit zur vergleichenden Anatomie dieser Organe. In Casseris Werk findet sich die erste Beschreibung der Unterzungenspeicheldrüse (Glandula sublingualis). In dem Werk über das Ohr finden sich, neben zahlreichen anatomischen Details, die den Wissensstand der Zeit verbesserten, auch unkorrekte Angaben, so entging die Funktion der Eustachischen Röhren Casseris Aufmerksamkeit. Zahlreiche Neuauflagen zeigen aber die Wertschätzung der Fachgenossen.

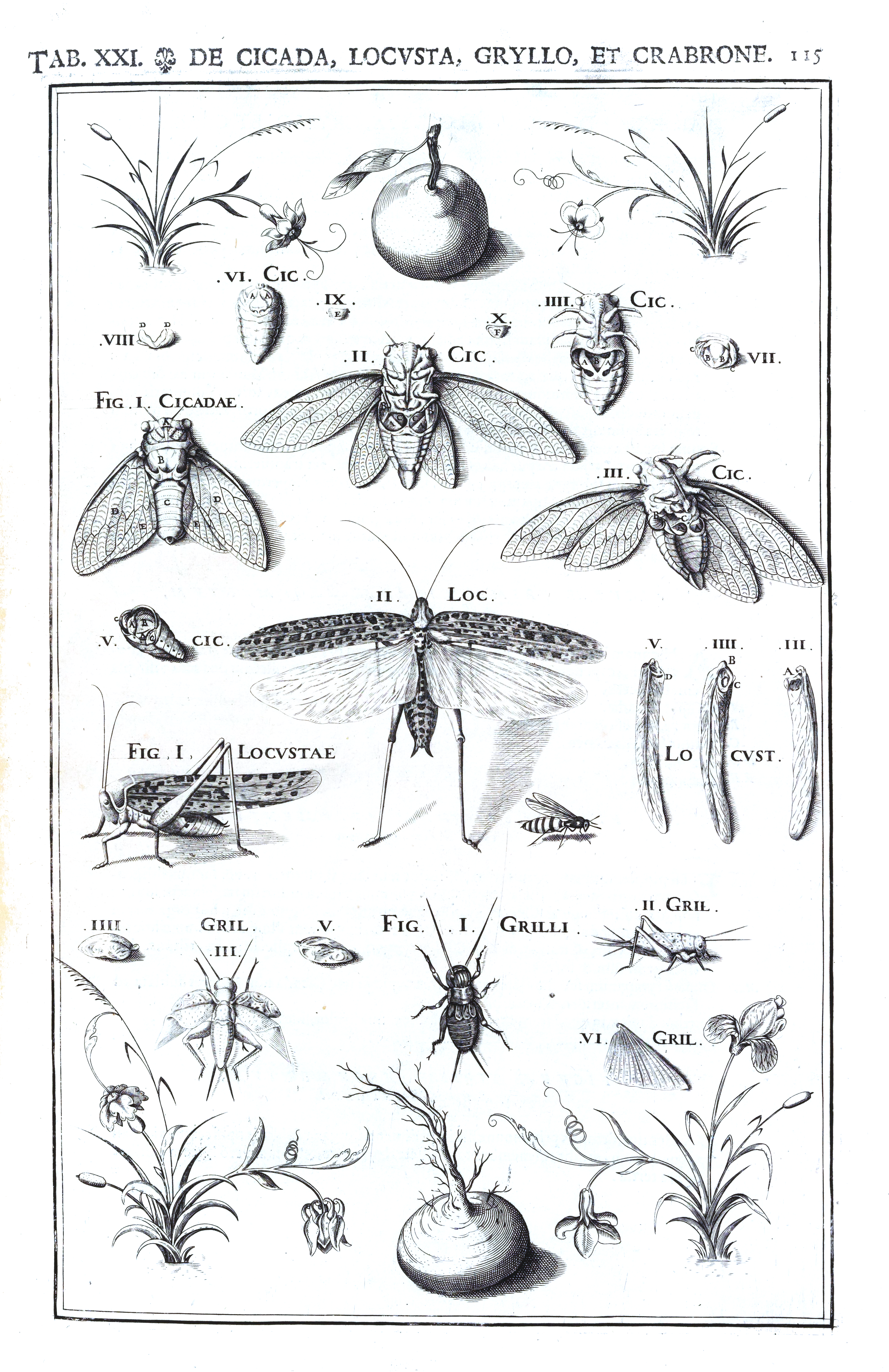
Tafel aus De vocis auditusque organis historia anatomica zur Lauterzeugung bei Insekten

Entomologen gilt das Werk als bemerkenswert, weil sich in ihm die erste Beschreibung des Tymbalorgans der Singzikaden findet. Casseri hatte zu Vergleichszwecken zur menschlichen Anatomie die Organe der Schallerzeugung bei Affen, Katzen, Hunden, Schweinen, Rindern, Ziegen, Schafen, Pferden, Ratten, Kaninchen, Truthühnern, Gänsen, Kormoranen, Reihern, Fröschen, Hechten und, als Insekten, neben den Zikaden noch Heuschrecken und Grillen untersucht und abgebildet (auch seine Darstellung des Innenohrs beim Hecht war neu für die Wissenschaft).
- Pentaestheseion, hoc est de quinque sensibus liber, organorum fabricam variis iconibus fideliter aere incisis illustratam (Venedig, 1609). Das Buch enthält fünf Abhandlungen, jeweils eine zu einem der fünf Sinne (wobei derjenige zum Hören aus dem älteren Werk übernommen wurde). Casseri war der erste, der erkannte, dass der Tastsinn in der Dermis lokalisiert ist, nicht in der Epidermis. Auch seine Beschreibung der Zungenmuskulatur war ein wesentlicher Fortschritt (bis dahin galt die Zunge als ein einzelner Muskel). Auch seine Beschreibung der Augenmuskeln war ein wesentlicher Fortschritt.
- Tabulae anatomicae LXXIIX, Omnes novae nec ante hac visae Daniel Bucretius (Venedig, 1627). Das Werk wurde von Daniel Bucretius posthum, 11 Jahre nach dem Tod von Casseri, herausgegeben. Es enthält 97 großformatige Stiche (von Francesco Valesio). Spätere Forscher haben weitere Tafeln gefunden, die nicht in das Werk von Bucretius aufgenommen worden sind, außerdem fanden sie etliche fehlerhafte Details, die dieser hinzugefügt hatte. Casseris Werk enthält wesentliche Erkenntnisfortschritte in zahlreichen Gebieten der Anatomie, darunter auch der Hirnanatomie. Casseris sorgfältig gezeichnete Tafeln wurden in zahlreiche anatomische Werke des 17. und noch des 18. Jahrhunderts übernommen, oft, ohne ihn als deren Autoren zu nennen.